# هوراسيو تروشه
هوراسيو تروشه (بالإسبانية: Horacio Troche)‏ مواليد 4 فبراير 1935 في الأوروغواي - الوفاة 14 يوليو 2014، كان لاعب كرة قدم أوروغوياني كان يلعب كمدافع. سبق له أن لعب في كأس العالم لكرة القدم مع منتخب بلاده.

## المسيرة الاحترافية

### أندية لعب لها
- ناسيونال مونتيفيديو
- هوراكان
- ألمانيا آخن
- نادي بونر

## روابط خارجية
- هوراسيو تروشه على موقع الاتحاد الدولي (مؤرشف)  (الإنجليزية)
- هوراسيو تروشه على موقع قاعدة بيانات كرة القدم.إي يو (الإنجليزية)
- هوراسيو تروشه على موقع بيانات كرة القدم. دي إي (الألمانية)
- هوراسيو تروشه على موقع ناشيونال فوتبول تيمز (الإنجليزية)
- هوراسيو تروشه على موقع Soccerway.com (الإنجليزية)